# Bitetto
Bitetto is een gemeente in de Italiaanse provincie Bari (regio Apulië) en telt 10.489 inwoners (31-12-2004). De oppervlakte bedraagt 33,6 km², de bevolkingsdichtheid is 312 inwoners per km². In het centrum staat het zogenaamde Huis van de Ridders van Malta.

## Demografie
Bitetto telt ongeveer 3522 huishoudens. Het aantal inwoners steeg in de periode 1991-2001 met 8,4% volgens cijfers uit de tienjaarlijkse volkstellingen van ISTAT.
| Jaar | Inwoneraantal |
| ---- | ------------- |
| 1991 | 9370          |
| 2001 | 10.153        |

## Geografie
Bitetto grenst aan de volgende gemeenten: Binetto, Bitonto, Bitritto, Modugno, Palo del Colle, Sannicandro di Bari.